# Ångbåts Ab Åland
Ångbåts Ab Åland var ett finländskt rederi för skärgårdstrafik.
Ångbåts Ab Åland grundade 1875 i Åbo av kofferdikaptenen Isak Wilhelm Jansson från Korpo, för trafik mellan Åbo och Mariehamn. Bolagets sista fartyg, m/s Winga (byggt 1877 i Sverige som ångbåt), såldes 1975. Då hade verksamheten några år tidigare upphört, trots att rederiet formellt inte upplösts. Aktiemajoriteten övergick senare till Nystads sjöhistoriska förening med årlig bolagsstämma i Nystad.
Ångbåts Ab Åland var ett betydande rederi i Åbolands och Ålands skärgårdar och hade genom åren 13 fartyg, därav nio ångbåtar i trafik, mest känd bland dem Åland II. På turerna mellan Åbo och Mariehamn (som mest drygt 16 timmar) anlöptes en mängd bryggor, och bolagets båtar transporterade passagerare, last och ibland även kreatur. Rederiet experimenterade utan framgång med trafik till Stockholm samt Helsingfors/Viborg. Konkurrensen från bilfärjor och bilar gjorde att passagerarantalet minskade från 11 398 år 1958 till 3 293 år 1965.